# 卡尔特斯
卡尔特斯，是西班牙坎塔布里亚的一个市镇。总面积19平方公里，总人口5731人（2020年），人口密度301人/平方公里。